# Carolina County Ball
Carolina County Ball è il secondo album degli Elf, pubblicato nel 1974.

## Il disco
Negli Stati Uniti e in Giappone è stato pubblicato col titolo L.A./59.

## Tracce
1. Carolina County Ball – 4:46
2. L.A.59 – 4:21
3. Ain't It All Amusing – 5:01
4. Happy – 5:28
5. Annie New Orleans – 3:01
6. Rocking Chair Rock 'n' Roll Blues – 5:36
7. Rainbow – 4:00
8. Do the Same Thing – 3:10
9. Blanche – 2:31

## Formazione
- Ronnie James Dio – voce
- Steve Edwards  – chitarra
- Micky Lee Soule – pianoforte
- Craig Gruber – basso
- Gary Driscoll – batteria